# Costituzione dell'Impero tedesco

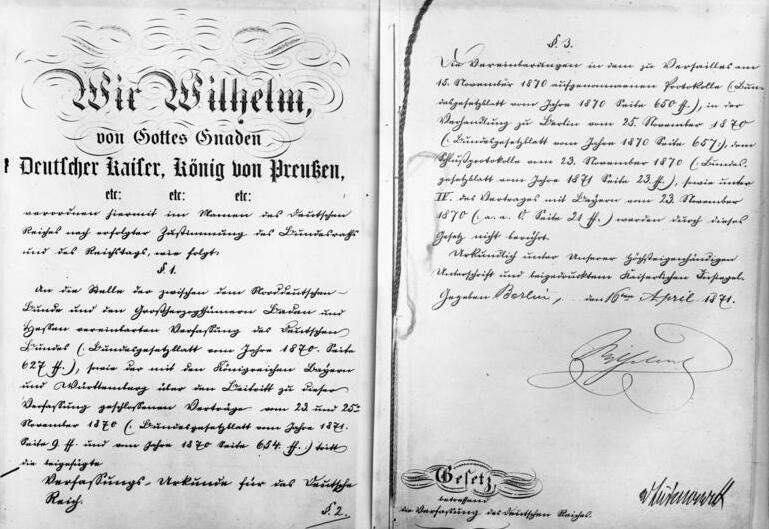
La prima e l'ultima pagina della costituzione del 1871, con la firma di Guglielmo I, Imperatore tedesco e re di Prussia

Schema semplificato della Costituzione tedesca del 1871

La Costituzione dell'Impero tedesco (in tedesco: Verfassung des Deutschen Reiches), nota nella storiografia tedesca come Costituzione imperiale di Bismarck (in tedesco: Bismarcksche Reichsverfassung), era la legge fondamentale dell'Impero tedesco, emanata il 16 aprile 1871.
La costituzione era concretamente un trattato tra i suoi firmatari, la Confederazione Tedesca del Nord e i quattro Stati tedeschi posti a sud del fiume Meno, annettendo quegli Stati all'interno della confederazione e rinominandola Deutsches Reich (convenzionalmente tradotto come Impero tedesco). La guerra austro-prussiana del 1866 aveva portato alla dissoluzione della Confederazione germanica e alla formazione della Confederazione Tedesca del Nord, fra gli altri eventi.
Il documento era essenzialmente una versione modificata della Costituzione della Confederazione Tedesca del Nord, anch'essa scritta da Otto von Bismarck.
Secondo la Costituzione, l'Impero era una confederazione guidata dal re di Prussia, che portava il titolo di Imperatore tedesco.
L'Imperatore nominava il Cancelliere, capo di governo e presidente del Bundesrat, il Consiglio federale dei rappresentanti degli Stati tedeschi. Le leggi erano emanate dal Bundesrat e dal Reichstag, la Dieta imperiale eletta dai cittadini maschi di età superiore ai 25 anni.
La Costituzione ha lo stesso nome di quella che le succedette, la Costituzione di Weimar, che la sostituì nel 1919 istituendo la Repubblica di Weimar.

## Firmatari e membri
La costituzione fu firmata da Guglielmo I, re di Prussia, in qualità di presidente della Confederazione Tedesca del Nord, dai re di Baviera, Sassonia, Württemberg, e dai granduchi di Baden e Assia. L'Assia a nord del fiume Meno faceva già parte della Confederazione Tedesca del Nord; adesso anche il territorio a sud entrava a farne parte.
I membri della Confederazione Tedesca del Nord, che ora entravano a far parte dell'Impero, erano: Meclemburgo-Schwerin, Sassonia-Weimar-Eisenach, Meclemburgo-Strelitz, Oldenburg, Brunswick, Sassonia-Meiningen, Sassonia-Altenburg, Sassonia-Coburgo-Gotha, Anhalt, Schwarzburg-Rudolstadt, Schwarzburg-Sondershausen, Waldeck-Pyrmont, Reuss-Greiz, Reuss-Gera, Schaumburg-Lippe, Lippe, Lubecca, Brema e Amburgo.

## L'Imperatore

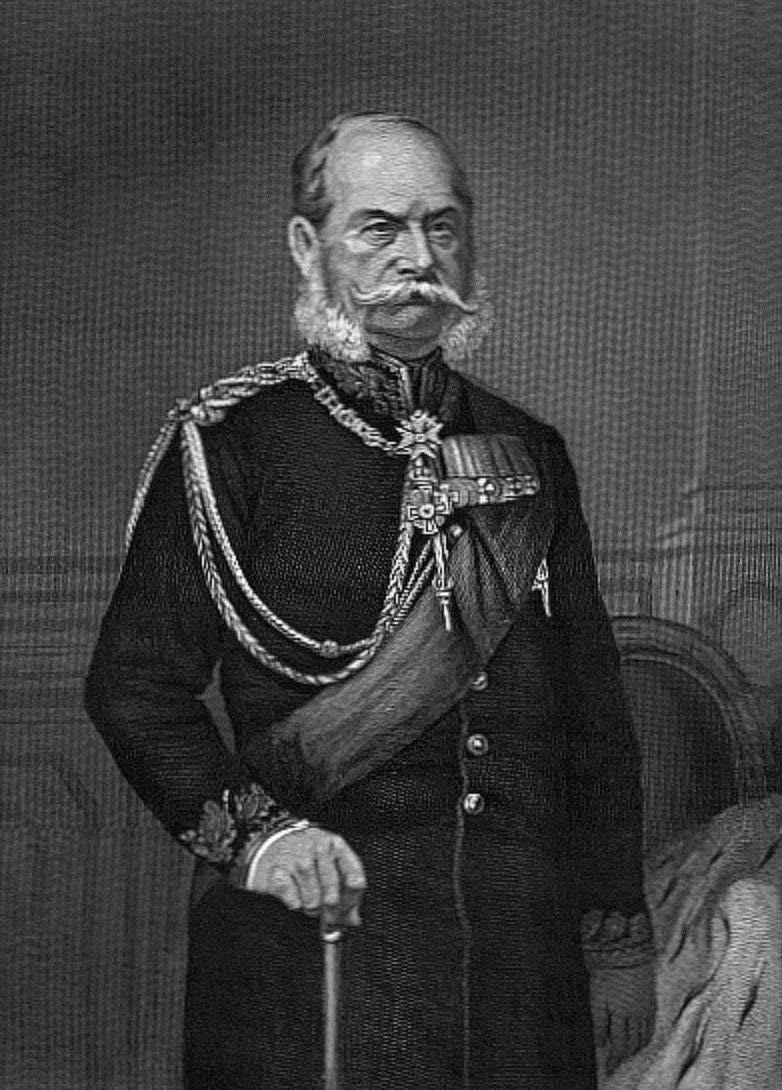
Imperatore Guglielmo I

L'Impero era ufficialmente definito come una confederazione di Stati sotto la presidenza permanente della Prussia. Il re di Prussia era definito nella Costituzione Presidente della Confederazione con il titolo di "Imperatore tedesco" (Deutscher Kaiser). Pertanto la corona imperiale era legata alla carica di re di Prussia, invece di essere in unione personale. Ciò significa che, contrariamente a quanto pensava Guglielmo II alla fine della prima guerra mondiale, non poteva abdicare solo come Imperatore tedesco, mantenendo la corona prussiana, senza invalidare l'intera Costituzione, causando quindi la dissoluzione de iure dell'Impero.
L'articolo 11 stabiliva che l'Imperatore aveva il potere di dichiarare la guerra e la pace, di rappresentare l'Impero all'estero, di concludere trattati e alleanze, e di nominare e ricevere ambasciatori. Nel caso di dichiarazione di guerra non difensiva era necessario il consenso del Bundesrat. L'approvazione sia del Bundesrat che del Reichstag era necessaria per la ratifica dei trattati.
L'Imperatore nominava il Cancelliere e solo lui poteva rimuoverlo dalla carica.
Aveva inoltre il potere di:
- Convocare il Bundesrat e il Reichstag (articolo 12); la convocazione del Bundesrat era obbligatoria se lo richiedeva un terzo dei suoi membri (articolo 14).
- Preparare e pubblicare leggi imperiali (articolo 17).
- Nominare i funzionari imperiali (articolo 18).

## Legislazione
Le leggi imperiali erano emanante, a maggioranza semplice, sia dal Reichstag che dal Bundesrat (articolo 5). Tali leggi avevano precedenza su quelle dei singoli Stati (articolo 2).
L'articolo 13 stabiliva che entrambi gli organi dovessero essere convocati annualmente. Il Bundesrat poteva essere convocato singolarmente per le leggi finanziarie, ma non viceversa.

### Bundesrat

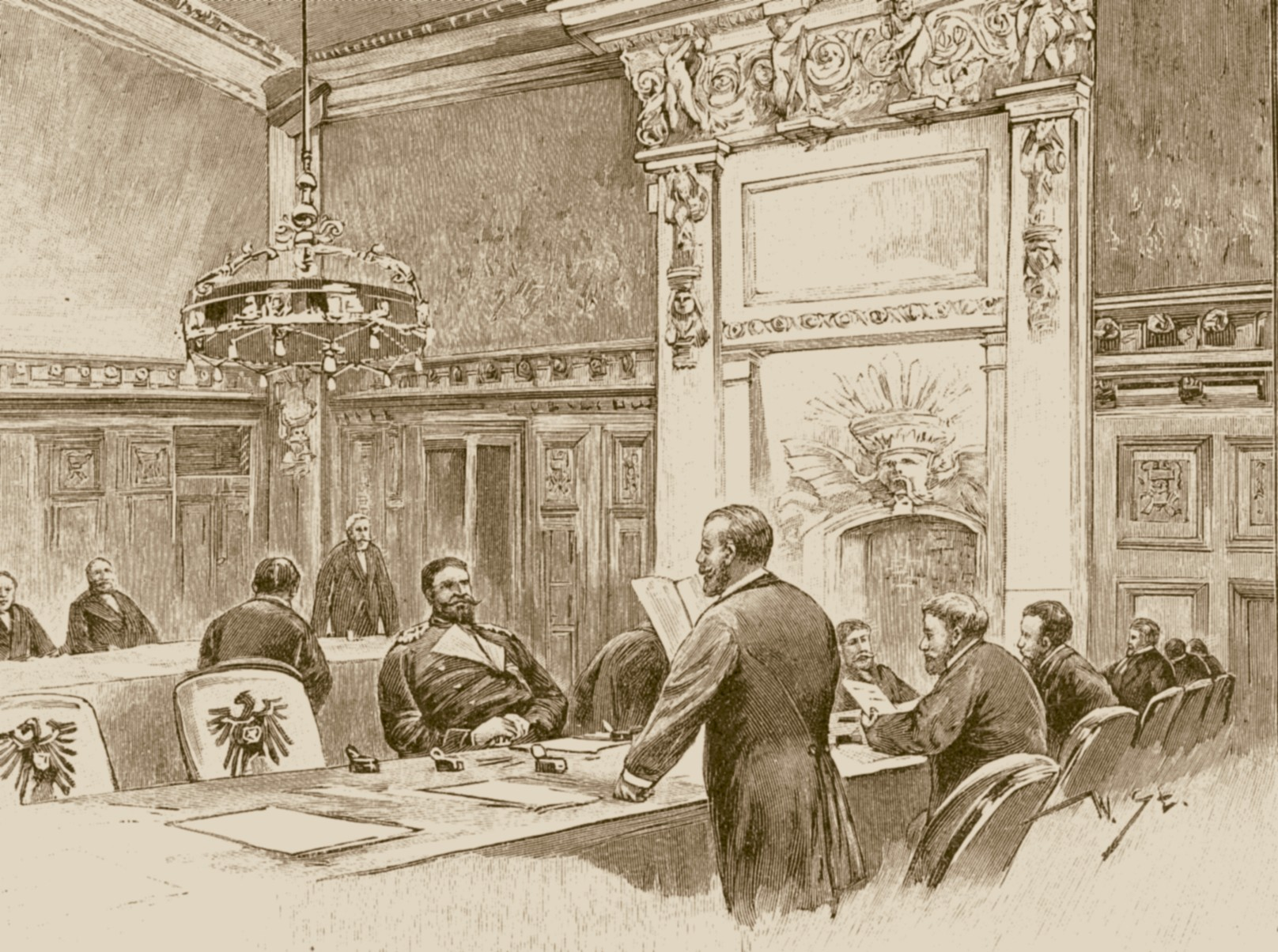
La camera del Bundesrat nel Palazzo del Reichstag, 1894

Il Bundesrat (articoli 6 e 7) era composto dai rappresentanti dei vari Stati. Secondo il diritto costituzionale tedesco non era una camera parlamentare, ma all'estero la si considerava una camera alta. Il termine è traducibile come consiglio federale.
Ad ogni Stato era assegnato un determinato numero di voti; anche se uno Stato poteva nominare tanti membri quanti erano i suoi voti, i rappresentanti dello stesso Stato dovevano votare nello stesso senso. Gli Stati avevano un numero differente di voti, calcolato sulla loro ampiezza e potenza economica. 
Nel caso di leggi riferite solo ad alcuni Stati era concesso votare solo ai rappresentanti di tali Stati.
Il presidente del Bundesrat era il Cancelliere. In caso di parità il suo voto era preminente.
I rappresentanti non potevano essere contemporaneamente membri del Bundesrat e del Reichstag (articolo 9) ed erano dotati della protezione imperiale (articolo 10).
La composizione del Bundesrat, negli anni 1871-1918, era la seguente:
| Stato                  | Note                                   | Voti |
| Prussia                | (inclusi i territori annessi nel 1866) | 17   |
| Baviera                |                                        | 6    |
| Sassonia               |                                        | 4    |
| Württemberg            |                                        | 4    |
| Baden                  |                                        | 3    |
| Assia                  |                                        | 3    |
| Meclemburgo-Schwerin   |                                        | 2    |
| Brunswick              |                                        | 2    |
| Altri 17 piccoli Stati | ognuno con 1 voto                      | 17   |
| Alsazia-Lorena         | dal 1911                               | 3    |
| Totale                 |                                        | 61   |

#### Commissioni permanenti delBundesrat
La Costituzione istituiva dei Comitati permanenti all'interno del Bundesrat (articolo 8):
- Per l'esercito di terra e per le fortificazioni
- Per la marina
- Per le tariffe doganali e le imposte
- Per il commercio e gli scambi
- Per le strade ferrate, le poste e i telegrafi
- Per la giustizia
- Per la contabilità

Almeno quattro Stati dovevano essere rappresentati in ogni commissione, escludendo il presidente della stessa. Ogni Stato aveva a disposizione un voto.
Nella Commissione per l'esercito di terra e le fortificazioni la Baviera aveva un seggio permanente; tutti i membri di tale Commissione erano nominati dall'Imperatore, mentre i membri delle altre Commissioni erano eletti dal Bundesrat.
Inoltre era istituita una Commissione degli affari esteri, sotto la presidenza della Baviera, composta da membri rappresentanti della Baviera, della Sassonia, Württemberg e di altri due Stati.

### Reichstag

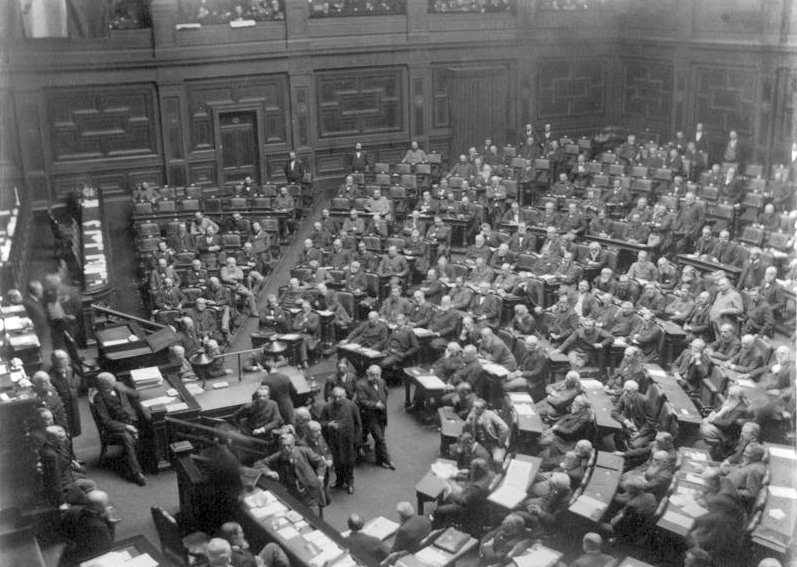
Il Reichstag nel 1889

L'elezioni per il parlamento, il Reichstag o Dieta imperiale, erano a suffragio universale maschile (votavano solo i maschi di età superiore ai 25 anni). Le elezioni a scrutinio segreto erano garantite (articolo 20).
Le disposizioni transitorie fissavano il numero di membri a 382, di cui 48 per la Baviera, 14 per il Baden e 6 per l'Assia a sud del fiume Meno (articolo 20).
Le leggi finanziarie erano presentate al Reichstag in nome dell'Imperatore, in conformità con la risoluzione del Bundesrat, ed erano sostenute da un membro del Bundesrat o da commissari straordinari nominati dallo stesso (articolo 16).

### Competenza legislativa imperiale
Secondo l'articolo 4 l'Impero era incaricato di legiferare su:
- L'attività economica.
- Le questioni riguardanti nativi di uno Stato domiciliati in un altro.
- La cittadinanza.
- La sorveglianza degli individui e delle imprese straniere.
- Il rilascio dei passaporti.
- Il settore assicurativo (con alcune eccezioni per la Baviera).
- L'attività coloniale.
- L'emigrazione.
- L'amministrazione del fatturato imperiale.
- Il regolamento di pesi e misure.
- La protezione del commercio tedesco all'estero.
- Il conio e emissione di carta moneta.
- Il regime bancario.
- La rappresentanza consolare all'estero.
- Le ferrovie (con alcune eccezioni per la Baviera).
- La costruzione di strade e canali per scopi di difesa nazionale.
- La gestione dei rapporti marittimi tra Stati.
- Le poste e i servizi telegrafici (con alcune eccezioni per la Baviera e il Württemberg).
- L'autenticazione di documenti pubblici.
- Il diritto civile e amministrazione dello stesso.
- Il diritto penale e amministrazione dello stesso.
- L'esercito e la marina imperiale.
- Supervisioni della professione medica e veterinaria.
- La stampa.
- I sindacati.

## Reichskanzler
Il Reichskanzler, o Cancelliere dell'Impero, era nominato dall'Imperatore e responsabile esclusivamente verso di esso. Presiedeva il Bundesrat e supervisionava lo svolgimento delle sue attività. Il Cancelliere aveva la facoltà di farsi rappresentare da qualsiasi membro del Bundesrat (articolo 15).
I decreti e le ordinanze dell'Imperatore richiedevano la controfirma del Cancelliere per essere validi (articolo 17).
Sulla carta, il Cancelliere era il primo e l'unico ministro dell'Impero, dato che la Costituzione non prevedeva un gabinetto di governo e affidava tutti i poteri solitamente concessi ad esso al solo Cancelliere, ma in pratica i Segretari di Stato dei Dipartimenti imperiali agivano similmente ai ministri delle altre monarchie.

## Cittadinanza
Venne istituita una sola cittadinanza tedesca, con parità di trattamento in ogni Stato dell'Impero (articolo 3). Tuttavia fino al 1913 la cittadinanza dell'Impero si otteneva come conseguenza della cittadinanza di uno degli Stati, quindi inizialmente i criteri per divenire un cittadino erano stabiliti dalle distinte leggi dei singoli Stati. Solo il 22 luglio 1913 venne approvata una legge sulla cittadinanza che fosse comune e uniforme per tutto l'Impero - la legge sulla banca imperiale e la cittadinanza (Reichsbank und Staatsangehörigkeitsgesetz-RuStAG).

## Funzionari imperiali
I funzionari imperiali erano nominati e revocati dall'Imperatore. Essi avevano l'obbligo di prestare giuramento di fedeltà. Ai funzionari imperiali nominati da uno Stato erano garantiti gli stessi diritti posseduti nel proprio Stato nativo.

## Modifiche alla Costituzione
La Costituzione venne modificata il 20 dicembre 1873 dalla legge Miquel-Lasker affinché la totalità del diritto civile fosse di competenza dell'Impero. Ci vollero tuttavia due anni affinché un codice civile fosse promulgato, il BGB.
La Costituzione venne ampiamente emendata durante gli ultimi giorni della prima guerra mondiale. Il documento modificato, noto come Oktoberverfassung , o Costituzione di ottobre, fu discussa e approvata dal Reichstag alla fine di ottobre 1918. Le modifiche maggiormente importanti furono:
- Le dichiarazioni di guerra e di pace richiedevano il consenso del Reichstag.
- I membri del governo potevano essere membri del Reichstag.
- Il Cancelliere e i Segretari di Stato necessitavano della fiducia del Reichstag ed erano responsabili del proprio operato verso il Reichstag e il Bundesrat.
- Il Cancelliere era responsabile di tutte le azioni politiche dell'Imperatore.
- Il potere dell'Imperatore di nominare, promuovere, o riassegnare membri delle forze armate veniva limitato, richiedendo la controfirma del Cancelliere o del ministro della guerra. I ministri della guerra erano responsabili verso il Bundesrat e il Reichstag del contingente militare.

Le modifiche entrarono in vigore il 28 ottobre, trasformano l'autoritario Impero in una monarchia parlamentare sul modello britannico.
Tuttavia pochi giorni dopo, con la sconfitta della Germania nella Prima guerra mondiale e la conseguente Rivoluzione di Novembre, la monarchia cessò di esistere e la Costituzione divenne obsoleta.
Rimase però formalmente in vigore e venne sostituita solo il 10 febbraio 1919 dalla Gesetz über die vorläufige Reichsgewalt approvata dall'Assemblea nazionale. La Costituzione imperiale non era però revocata, perché la Übergangsgesetz del 4 marzo sanciva che essa era da considerarsi ancora valida quando non in contraddizione con la legge approvata a novembre 1918. 
Una nuova Costituzione, che sostituì e abolì completamente quella imperiale, entrò in vigore solo il 14 agosto 1919.